# Helotorus pallicoxis
Helotorus pallicoxis là một loài tò vò trong họ Ichneumonidae.